# Gare de Creston (Iowa)
La gare de Creston (Iowa) est une gare ferroviaire des États-Unis, située sur le territoire de Creston dans l'État de l'Iowa.

## Histoire
Elle est construite en 1969.

## Service des voyageurs

### Desserte
Elle est desservie par des liaisons longue-distance Amtrak : 
- le California Zephyr: Emeryville - Chicago